# El Burgo de Ebro
Pour les articles homonymes, voir Burgo et Ebro (homonymie).
El Burgo de Ebro est une commune d’Espagne, dans la province de Saragosse, communauté autonome d'Aragon, Comarque de Saragosse.